# Sveta Petka, Pazardjik
Sveta Petka (în bulgară Света Петка) este un sat în comuna Velingrad, regiunea Pazardjik,  Bulgaria. 

## Demografie
Componența etnică a satului Sveta Petka
     Turci (17,09%)
     Bulgari (45,79%)
     Nicio identificare (34,06%)
     Altele (3,04%)
La recensământul din 2011, populația satului Sveta Petka era de 1.544 locuitori. Nu există o etnie majoritară, locuitorii fiind bulgari (45,79%) și turci (17,09%). Pentru 34,06% din locuitori nu este cunoscută apartenența etnică.